# Bernard Hébert
Bernard Hébert, né le 4 septembre 1921 à Falaise et mort le 7 décembre 1984 à Caen, est un résistant, haut fonctionnaire et homme politique français. Il est Compagnon de la Libération.

## Biographie

### Famille
Fils de Pierre Hébert, ingénieur en hydraulique et industriel, il est le frère puîné de l'homme politique Jacques Hébert, fait également Compagnon de la Libération le même jour que lui (16 octobre 1945).

### Jeunesse
Il suit des cours de piano auprès d'Alfred Cortot.

### Engagement
Durant la campagne d'Allemagne, il s'illustre dans les gorges d'Inzell.

### Après la guerre
Il est démobilisé en janvier 1946. Il rejoint l'École nationale de la France d'outre-mer (ENFOM).
Il est le second commissaire français à la Communauté du Pacifique de novembre 1963 à novembre 1966. Il est admis en congé spécial l'année suivante. Il prend alors le titre d'administrateur en chef de classe exceptionnelle des affaires d'outre-mer honoraire.
Il est élu — sur les pas de son père — maire de Verson en 1977. Il le reste jusqu'en 1983. Il est, en parallèle, président de la section des Français libres du Calvados.
Il est inhumé au Détroit.

## Distinctions
- Commandeur de la Légion d'honneur
- Compagnon de la Libération par décret du 16 octobre 1945[1]
- Chevalier de l'ordre national du Mérite
- Croix de guerre 1939–1945 (4 citations)
- Médaille de la Résistance française par décret du 24 avril 1946[2]
- Croix du combattant volontaire de la Résistance
- Médaille coloniale (avec agrafes « Fezzan », « Fezzan-Tripolitaine », « Tunisie »)
- Médaille commémorative des services volontaires dans la France libre
- Insigne des blessés militaires
- Presidential Unit Citation (USA)
- Officier du Nichan Iftikhar
- Officier de l'Ordre de l'Étoile noire (Bénin)
- Officier de l'Ordre du Nichan el Anouar